# Campus (wspinaczka)

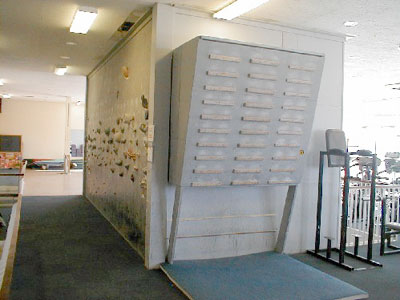
Campus z trzema rzędami listewek o różnej grubości

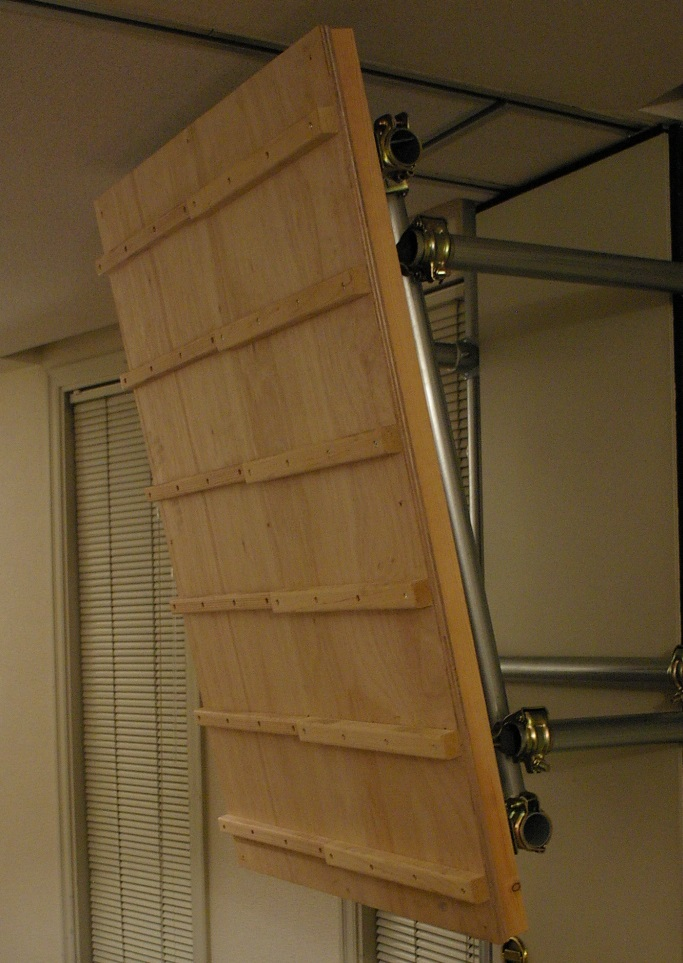
Campus drewniany, dwie grubości listewek

Campus (kampus) – przyrząd treningowy używany przez zaawansowanych wspinaczy do wzmocnienia siły palców.

## Budowa
Campus składa się z szeregu poziomych listewek przymocowanych do płaskiej tablicy umieszczonej w płaszczyźnie pionowej lub (częściej) przewieszonej, z nachyleniem do pionu pod stałym kątem lub o regulowanym pochyleniu w przedziale od 0 do 20 stopni. Listwy powinny mieć zaokrąglone krawędzie. Wykonuje się je z twardego drewna lub żywicy epoksydowej z dodatkiem piasku (techniką podobną do używanej przy produkcji chwytów wspinaczkowych przeznaczonych na sztuczne ścianki). Grubość listewek w zależności od poziomu zaawansowania wynosi od jednego do kilku centymetrów.

## Trening
Trening polega na przytrzymywaniu się listewek palcami i zawisaniu na nich całym ciężarem ciała lub jego częścią (częściowo opierając się na nogach). Spośród możliwych sposobów chwytania listewek (chwyt zamknięty – łuczek, chwyt otwarty, chwyt wyciągnięty) stosuje się najczęściej chwyt wyciągnięty. Stosowanie chwytu zamkniętego, mimo iż najłatwiejsze dla osób bez odpowiedniego doświadczenia, nie ma uzasadnienia treningowego i może doprowadzić do kontuzji, w tym m.in. do zerwania troczków lub więzadeł obrączkowych paliczków. Głównym celem treningu na kampusie jest zatem wzmocnienie chwytu wyciągniętego, który jest mniej kontuzjogenny, a jednocześnie trudniejszy.
Najprostszym ćwiczeniem wykonywanym na kampusie jest zwis statyczny. Trudniejsze i bardziej niebezpieczne są ćwiczenia dynamiczne (tzw. strzały), polegające na wykonywaniu przechwytów – wymaga to wybicia się z jednej listewki i złapania innej (wyższej lub niższej).

## Historia
Campus i związane z nim metody treningu zostały wynalezione w 1988 przez Wolfganga Güllicha. Pracował on wówczas nad pierwszym przejściem najtrudniejszej wówczas drogi na świecie, którą poprowadził w 1991 nadając jej nazwę  Action Directe. Droga ta wymagała niezwykle dużej siły palców, trudnej do wytrenowania bez użycia campusa lub chwytotablicy. Nazwa przyrządu pochodzi od nazwy miejsca, w którym Güllich postawił pierwszy campus – było to centrum sportowe Campus Center na terenie kampusu uniwersyteckiego w Norymberdze.
Innymi pionierami regularnego treningu na kampusie byli już na początku lat dziewięćdziesiątych brytyjscy wspinacze Ben Moon i Jerry Moffatt.
Obecnie campus należy do standardowego wyposażenia sztucznych ścian wspinaczkowych i bulderowni.